# Чемпионат мира по настольному теннису 2001
46-й чемпионат мира по настольному теннису прошёл с 23 апреля по 6 мая 2001 года в японском городе Осака.
В ходе соревнований было разыграно 7 комплектов медалей: в мужском и женском одиночном и парном разрядах, в миксте, а также в соревнованиях команд. Япония уже в пятый раз принимает мировое первенство. Прежде соревнования принимали у себя: Токио (1956, 1983), Нагоя (1971) и Тиба (1991).
Впервые с 1995 года спортсмены сборной Китая выиграли все 7 золотых медалей, разыгрываемых на чемпионате мира.

## Организация чемпионата

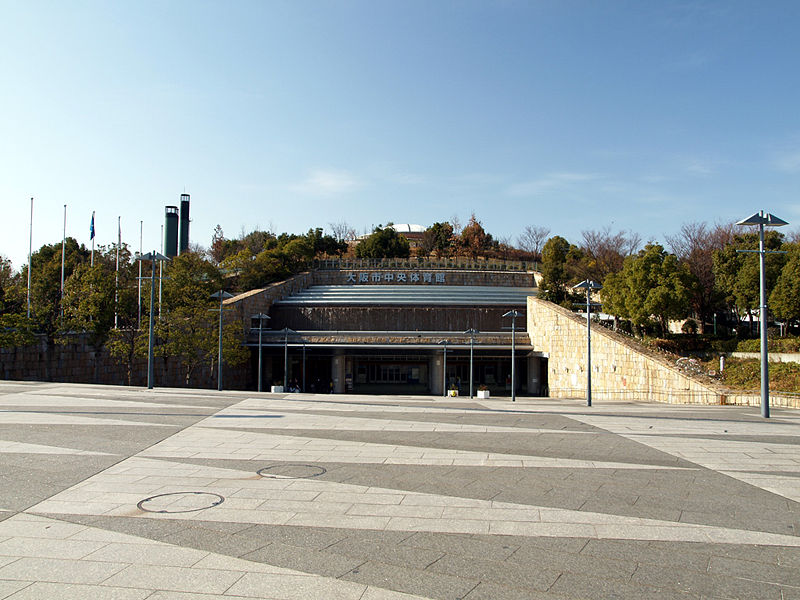
Osaka Municipal Central Gymnasium

Этот чемпионат мира стал последним, когда индивидуальные и командные соревнования проводились совместно в рамках одного чемипионата.
Этот чемпионат мира стал первым, который проводился по новым правилам игры — партии в матче до 11 очков, смена стороны подачи каждые 2 розыгрыша.

## Медали

### Общий зачёт
(Жирным выделено самое большое количество медалей в своей категории; принимающая страна также выделена)
| Общее количество медалей |                  |        |         |        |       |
| Место                    | Страна           | Золото | Серебро | Бронза | Всего |
| 1                        | Китай            | 7      | 4       | 5      | 16    |
| 2                        | Республика Корея | 0      | 1       | 3      | 4     |
| 3                        | КНДР             | 0      | 1       | 1      | 2     |
| 4                        | Бельгия          | 0      | 1       | 0      | 1     |
| 5                        | Китайский Тайбэй | 0      | 0       | 2      | 2     |
| 5                        | Япония           | 0      | 0       | 2      | 2     |
| 7                        | Швеция           | 0      | 0       | 1      | 1     |
| Всего                    | Всего            | 7      | 7       | 14     | 28    |

### Медалисты
| Разряд                   | Золото                                                            | Серебро                                                                                 | Бронза                                                                                        |
| ------------------------ | ----------------------------------------------------------------- | --------------------------------------------------------------------------------------- | --------------------------------------------------------------------------------------------- |
| Мужской одиночный разряд | Ван Лицинь                                                        | Кун Линхуэй                                                                             | Ма Линь                                                                                       |
| Мужской одиночный разряд | Ван Лицинь                                                        | Кун Линхуэй                                                                             | Цян Бэнлун                                                                                    |
| Женский одиночный разряд | Ван Нань                                                          | Линь Лин                                                                                | Ким Юн Ми                                                                                     |
| Женский одиночный разряд | Ван Нань                                                          | Линь Лин                                                                                | Чжан Инин                                                                                     |
| Мужской парный разряд    | Ван Лицинь Янь Сэнь                                               | Лю Голян Кун Линхуэй                                                                    | Цян Бэнлун Чжан Яньшу                                                                         |
| Мужской парный разряд    | Ван Лицинь Янь Сэнь                                               | Лю Голян Кун Линхуэй                                                                    | О Сан Ын Ким Тхэк Су                                                                          |
| Женский парный разряд    | Ван Нань Ли Цзюй                                                  | Сун Цзинь Ян Ин                                                                         | Акико Такэда Маю Кавагоэ                                                                      |
| Женский парный разряд    | Ван Нань Ли Цзюй                                                  | Сун Цзинь Ян Ин                                                                         | Чжан Инин Чжан Инъин                                                                          |
| Микст                    | Цинь Чжицзянь Ян Ин                                               | О Сан Ын Ким Му Гё                                                                      | Лю Голянь Сун Цзинь                                                                           |
| Микст                    | Цинь Чжицзянь Ян Ин                                               | О Сан Ын Ким Му Гё                                                                      | Чжань Цзянь Бай Ян                                                                            |
| Мужской командный турнир | Китай · Ван Лицинь · Ма Линь · Кун Линхуэй · Лю Голян · Лю Гочжэн | Бельгия · Жан-Мишель Сев · Филипп Сев · Андрас Подпинка · Мартин Братанов · Марк Клоссе | Швеция · Ян-Уве Вальднер · Йорген Перссон · Петер Карлссон · Фредрик Хоканссон · Магнус Молин |
| Мужской командный турнир | Китай · Ван Лицинь · Ма Линь · Кун Линхуэй · Лю Голян · Лю Гочжэн | Бельгия · Жан-Мишель Сев · Филипп Сев · Андрас Подпинка · Мартин Братанов · Марк Клоссе | Республика Корея · Чу Се Хёк · Ю Сын Мин · О Сан Ын · Ли Чхоль Сын · Ким Тхэк Су              |
| Женский командный турнир | Китай · Чжан Инин · Сунь Цзинь · Ян Ин · Ван Нань · Ли Цзюй       | КНДР · Ким Хян Ми · Ким Юн Ми · Ким Ми Ён · То Джон Силь · Ким Хён Хи                   | Япония · Ёсиэ Такада · Кэйко Окадзаки · Юка Ниси · Ан Кониси                                  |
| Женский командный турнир | Китай · Чжан Инин · Сунь Цзинь · Ян Ин · Ван Нань · Ли Цзюй       | КНДР · Ким Хян Ми · Ким Юн Ми · Ким Ми Ён · То Джон Силь · Ким Хён Хи                   | Республика Корея · Хе Кён Чун · Ли Ын Силь · Ю Джи Хе · Сук Ын Ми · Ким Му Гё                 |